# NGC 599
NGC 599 je galaksija u zviježđu Kit.

## Vanjske poveznice
- SEDS: NGC 0599